# Mizpha
Mizpah o Mizpeh (grec antic: Μασφά) és una paraula hebrea que vol dir "altura dominant" i fou usada com a nom d'algunes ciutat de Palestina la més important de les quals fou Mizpah al territori de la tribu Benjamí propera a Gibeah.
Fou fortificada per Asa, rei de Judà com a guarnició fronterera contra Israel, que havia construït la fortalesa de Ramah no gaire lluny. Després de la conquesta de Jerusalem per Nabucodonosor II fou seu del govern per un temps, i allí Gedalies i els seus oficials foren assassinats per Ismael. Fou restaurada després de la captivitat.